# Hemicephalis rufipes
Hemicephalis rufipes là một loài bướm đêm trong họ Noctuidae.